# Подвисоки
Подвисоки је насеље у Високом и некадашње средњовјековно предграђе старог града Високог. Био је трговачки центар, и повремено и сједиште босанских краљева. Први пут се помиње 1363. године. Налази се поред ријеке Фојнице, у самом подножју брда Град на коме је некоћ стајао град Високи. Интензивирањем економског развоја, тамо се граде стални привредни, занатски и стамбени објекти. Подвисоки је био један од најранијих примјера средњовјековне урбане средине у ужем подручју Босне. Подвисоки је имао трг (мерцатум) и царину (габела), један од најважнијих у Босни. Бројни остаци средњовјековних некропола потврђују густину насељености подручја.

## Трговина
Због свог комерцијалног значаја, у Подвисоком се развила колонија дубровачких трговаца с којима су одржавали добре односе. Ту ће остати до тридесетих година 15. вијека. Од 1404. до 1428 . Подвисоки је честа дестинација за караване. Од 1428. забиљежен највећи караван транспорта у средњовјековној Босни који између Дубровника — Подвисоки броји 600 товара у каравану. Те године, 9. августа, Власи су се обавезали дубровачком властелину Томи Бунићу да ће караваном превозити 1.500 карата соли натоварене на 600 коња у Подвисоки (Соуисоцхи у Босни). Испорука је била намијењена Добрашину Весеоковићу, а половина целокупне испоруке соли договорена је као цена превоза.
Крајем 14. века, трговци из Подвисока учествовали су у трговини робовима. Новембра 1389. Боговац Вукојевић (у извору: Воцхоеуицх Боссиненсис де Соуисоцхи) продао је једног од својих робова, старог око девет година, по имену Милко, по цијени од четири дуката.
Царинарница смјештена у Високом изричито се спомиње као царинарница босанског краља. Тако је Високо у раном 15. вијеку постало политичко сједиште у коме су се вршили државни послови. Развој Високог био је значајан и повољан топографски положај. Било је ушће важних путева, од којих је један повезивао централну Босну са Панонском низијом кроз долину Босне, а други ушће Неретве са централним Подрињом.
Подвисоки је постао важан трговински центар из кога се није само извозила роба, већ је повећан и увоз робе. Током првих тридесет година 15. вијека у Високо је увезено 58 товара тканина, 73 терета тканина и мрчарија, 635 терета соли. Тако је Високи такође био снажно потрошачко средиште.

## Политички догађаји
Дубровачки сабор 15. јула 1421. године напомиње да у Подвисоки треба чекати на одговор краља Твртка II о издавању повеље која ће потврдити Дубровнику сва пријашња права, а све због свргавања Стефана Остоје, који је изгубио повјерење на станку у Милима.
Најважнија грађевина Подвисока била је владарска резиденција, која је први пут споменута 1399. године у повељи босанског краља Стефана Остоје. Археолошки, никад пронађена, његова локација могла би се сачувати у називу насеља Краљевац које постоји и данас.